# 小潭山
小潭山（葡萄牙語：Taipa Pequena）又名菩提山，位於澳門氹仔，海拔110.8米。

## 歷史
氹仔島在100多年前為兩個小島，即大氹與小氹，由一連島沙洲相連，該連島沙洲的所在地就在今日的澳門城市大學。20世紀初該地段逐漸填海，使得兩小島合二為一稱為氹仔，現在該島上的大潭山和小潭山就是當初的那兩個小島。1980年代後期因填海而與南面的路環島相連。

## 景點

### 小潭山2000環山徑

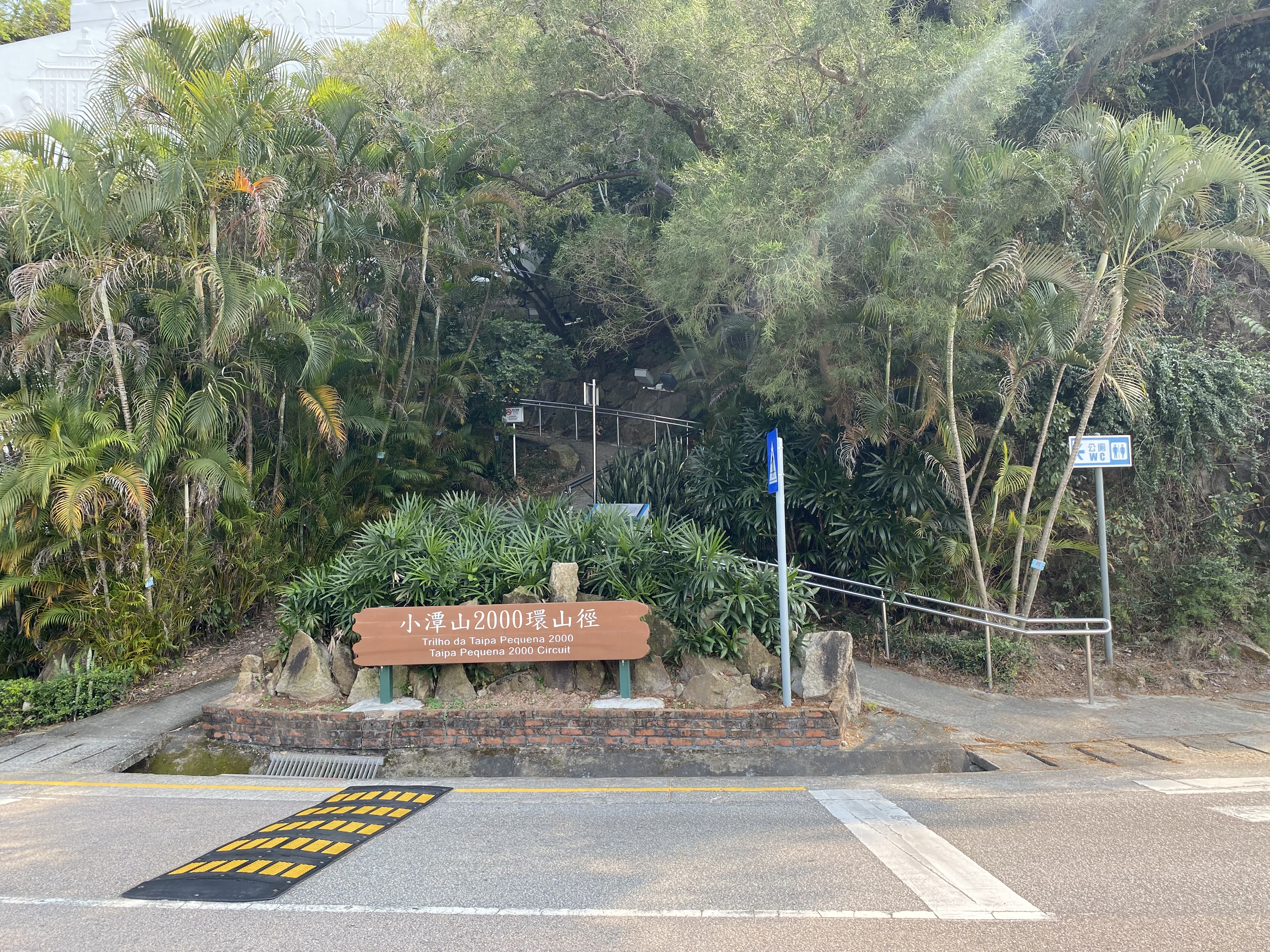

環山徑是環繞地處氹仔西面的小潭山所開鑿的行山徑，環山徑全長2300米，設有3個出入口，七潭公路上有兩個出入口，而另一個出人口就設於海洋花園衛生中心後。環山徑在1998年由前海島市政廳在小潭山海拔50米高的地方開闢，於1999年3月綠化週期間率先開放其中一段，同年年底其餘路段亦告全面開通。在2000年來臨之際，特取名為小潭山2000環山徑，以慶祝千禧到來，以及紀念環山徑全面落成並投入使用。

### 大型浮雕

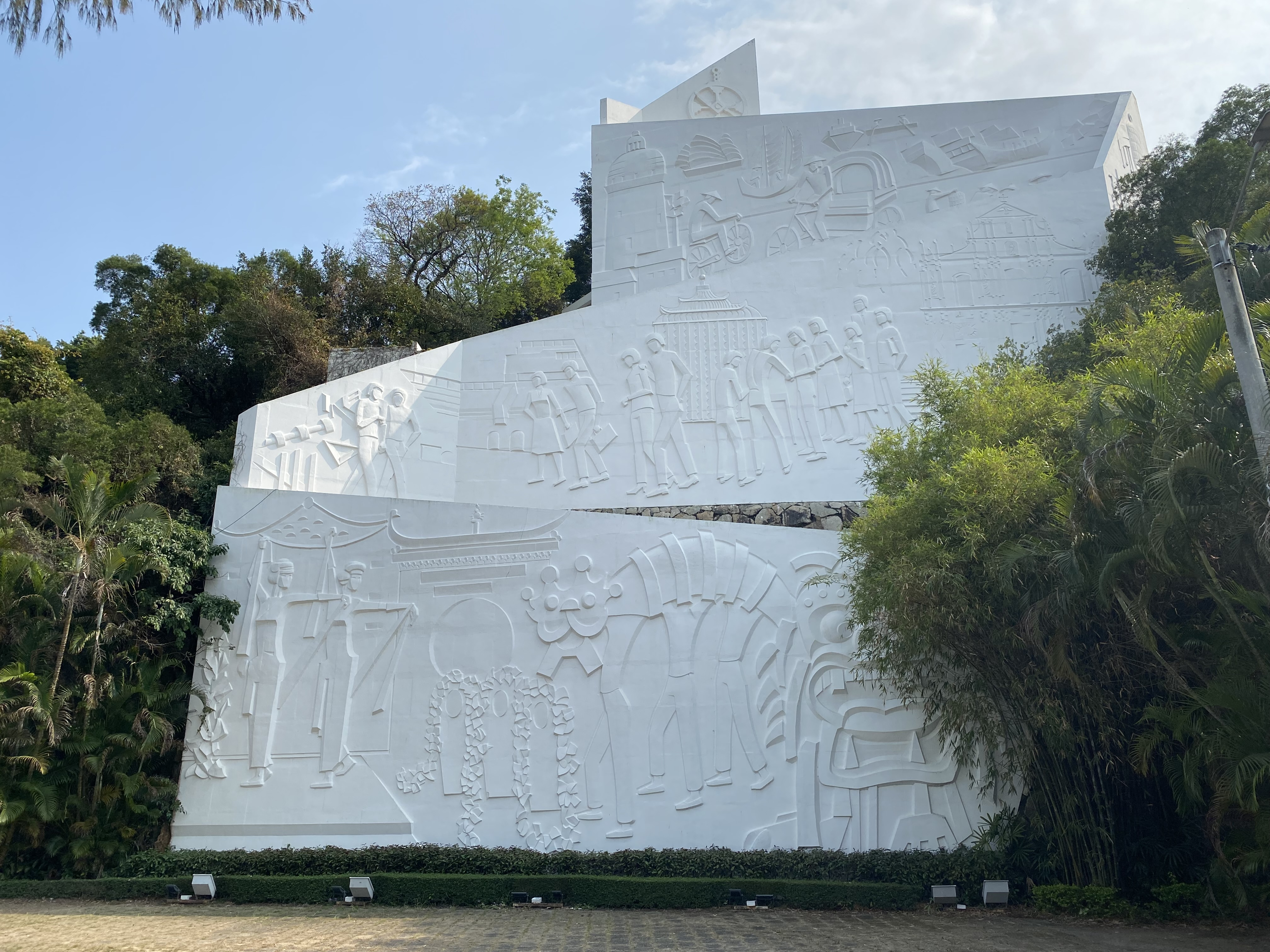

浮雕高約800呎，耗資600萬，由6幅巨牆、12塊組合板以“之”字形摺叠構成，浮雕上的畫面以澳門人的生活為主題。共分4 部份，“之”的頂部是一個星象羅盤圖案，據說浮雕的造型是來自中國古代的萬里長城；頂部往下一幅，刻有松山燈塔、三輪車、帆船和噴射船；再往下一幅主要刻劃有大三巴牌坊和葡京酒店這些具標誌性的澳門建築；最後一幅則畫了舞龍、舞獅的情景。整個浮雕是由葡萄牙著名雕塑家杜麗德女士設計，1981年開始建造，並於同年12月28日由澳門總督高斯達海軍少將揭幕。

### 觀景台及步行系統

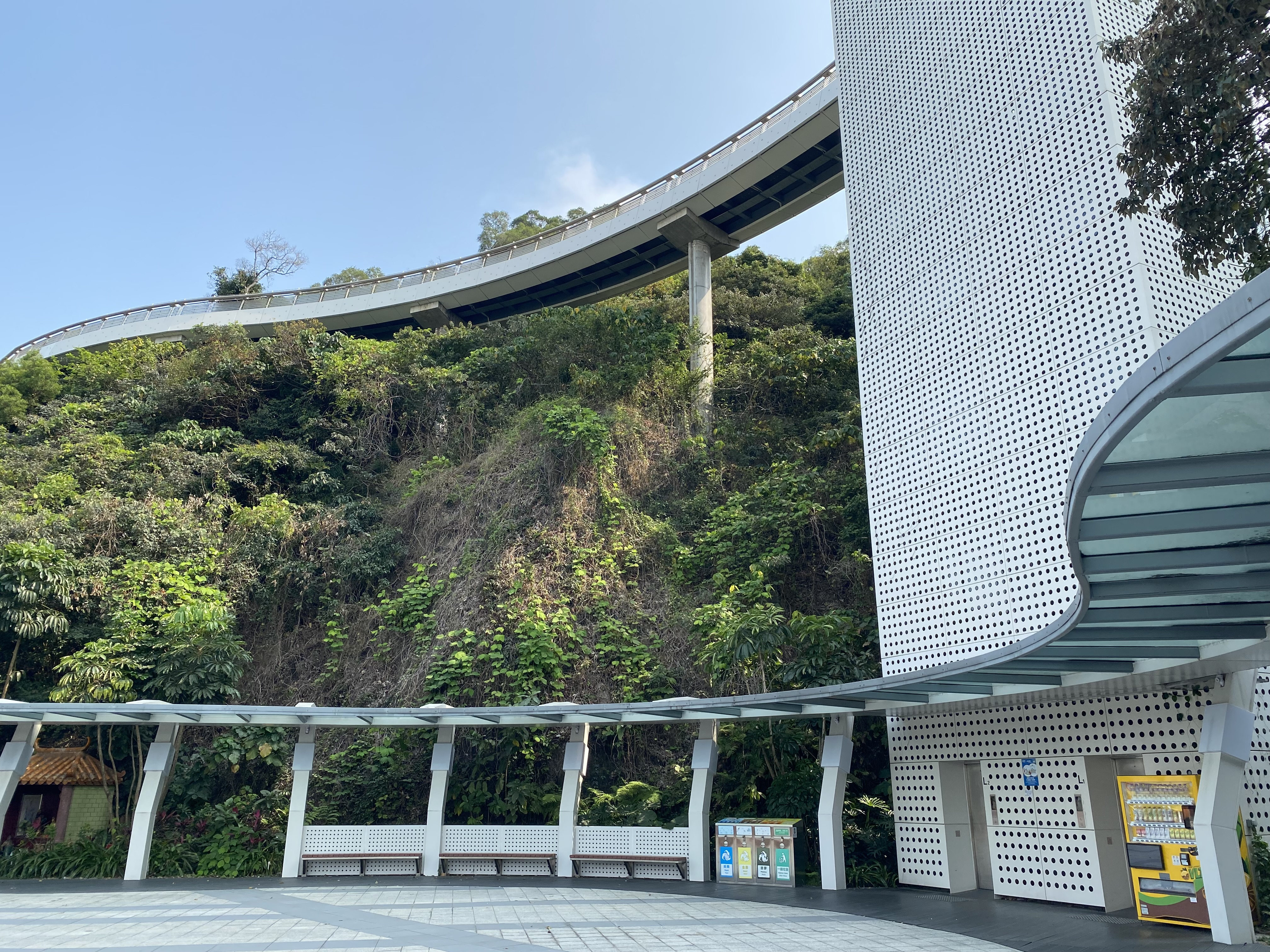

氹仔小潭山觀景台位於蘇利安圓形地旁的面積約600平方米土地，包括升降機廣場、雨棚、公共洗手間、觀光升降機及巴士停泊點，保留現存“土地廟”建築物，建築方面包括用作連接觀光升降機的行人天橋，重整180度觀景台，並設置斑馬線；觀景台可眺望橫琴十字門水道及澳門半島南端的景色。
相關工程於2014年3月23日公開招標，2014年4月14日進行公開開標，合共收到7份參與競投的標書，6份被接納，1份被有條件接納。2014年8月4日，工程正式動工，工期為期約17個月。2016年11月21日，工務局宣佈建造工程日前已經竣工，預計在年底至2017年初通過驗收、開放投入使用，行人天橋更通往小潭山2,000環山徑。

## 交通

### 巴士
T330 蘇利安圓形地（Rotunda Leonel Sousa）
路線：11、21A、22、25、25B、26A、28A、33、35、36、50、50B、H3、MT1、MT2、MT5、N2、N3、N5

## 鄰近地點
- 嘉樂庇總督大橋
- 氹仔海濱單車徑